# Manchester United TV
Manchester United TV (MUTV) est une chaîne de télévision anglaise créée par le club de football Manchester United FC qui en est le propriétaire à hauteur de 100 %. La chaîne est la première chaîne d'un club de football lancée, le 10 septembre 1998.
MUTV offre aux supporters de Manchester United des interviews exclusives avec les joueurs et le staff, des matchs en intégralité avec tous les matchs de la Premier League du club, généralement diffusés à minuit le jour du match, des matchs de l'équipe réserve et de l'Academy en direct, et des émissions autour des Red Devils.

## Commentateurs, présentateurs
- Paddy Crerand
- Hayley McQueen
- Mark Pearson
- Paul Anthony
- Matt Cole
- Joe Evans
- Mandy Henry
- David Stowell
- Mark Sullivan
- Stewart Gardner

### Anciens présentateurs
- Ally Begg
- Steve Bottomley
- Steve Bower
- Andrew Dickman
- Dan O'Hagan
- Stuart Pearson
- Bryan Swanson

## Anciens professionnels invités
- Arthur Albiston
- Denis Irwin
- David May
- Lou Macari
- Gary Pallister
- Paul Parker